# 안 드 브르타뉴 여공작
안 드 브르타뉴(프랑스어: Anne de Bretagne, 브르타뉴어: Anna Breizh, 1477년 1월 25일 ~ 1514년 1월 9일)는 프랑스의 국왕 샤를 8세와 결혼하였으나 1498년에 샤를 8세가 사망한후 즉위한 루이 12세와 1499년에 재혼하여 두번이나 프랑스 왕비가 되었다.

## 생애
부르타뉴 공작 프랑수아 2세의 외동딸로, 어머니는 마르그리트 드 푸아는 아라곤 왕 추안 2세와 나바라 왕국의 여왕 수리아 1세의 손녀이다. 1488년 아버지 프랑수아 2세가 말에서 떨어져 급사하자 안은 브르타뉴 공국의 군주가 되었다. 어머니 마르그리트는 2년 전에 이미 죽었기 때문에 어린 안을 대신해 섭정을 해 줄 인물도 없었고 이러한 혼란을 틈타 샤를 8세는 브르타뉴 공국을 프랑스 영토에 편입시키고 안과 결혼했다.
안은 본래 합스부르크의 막시밀리안 1세와 약혼한 사이였기 때문에 이 결혼으로 양측은 갈등하게 되었다. 1482년 아라스 조약으로 맺어진 막시밀리안 1세의 딸 마르게리타와 샤를 8세와의 약혼도 파혼되었고 부르고뉴에 대한 영토갈등도 다시 발생하였다.
두 사람 사이에서 태어난 아이들은 모두 요절하여, 10년 뒤인 1498년 샤를 8세가 죽자 그의 친척인 오를레앙 공작 루이가 왕위를 계승했다. 루이 12세가 본부인 잔(루이 11세의 딸)과 이혼하자 1499년 1월 8일에 안은 루이 12세와 재혼하여 다시 프랑스 왕비가 되었다. 남편 루이 12세와의 사이에서 아들을 낳지 못하고 딸만 두명 있었다.
1514년 안이 죽자 루이 12세는 그 이듬해 헨리 8세의 여동생 메리 튜더와 재혼했으나 아이를 낳지 못한채 1515년에 사망하였다. 프랑스 왕위는 루이 12세와 안 사이에서 태어나 클로드와 결혼한 조카 프랑수아가 계승하였다.

## 가족 관계
- 부 : 프랑수아 2세 브르타뉴 공
- 모 : 마르그리트 드 푸아
  - 외조부 : 가스통 4세 드 푸아 백작
  - 외조모 : 레오노르 나바라 여왕

- 남편 : 샤를 8세
  - 아들 : 샤를 올랭(1492~1495)
  - 아들 : 샤를(1496)
  - 아들 : 프랑수아(1497)
  - 딸 : 안(1498)

- 남편 : 루이 12세
  - 딸 : 클로드(1499~1524) 프랑스 왕비(프랑수아 1세와 결혼)
  - 딸 : 르네(1510~1575) 페라라 공비